# Parti de la solidarité indonésienne
Le Parti de la solidarité indonésienne (indonésien : Partai Solidaritas Indonesia ou PSI) est un parti politique indonésien fondé dans la foulée des élections législatives indonésiennes de 2014. Il est actuellement présidé par l’homme politique et entrepreneur Kaesang Pangarep (en), fils du président Joko Widodo.